# Prêmio Jovem Brasileiro de Melhor Ator Jovem
O Prêmio Jovem Brasileiro de Melhor Ator Jovem é um dos prêmios oferecidos durante a realização do Prêmio Jovem Brasileiro, destinado ao ator jovem que mais se destacou durante o ano. 

## Vencedores
| Ano  | Vencedor       | Trabalho                |
| ---- | -------------- | ----------------------- |
| 2012 | -              | -                       |
| 2014 | -              | -                       |
| 2015 | Arthur Aguiar  | Malhação Sonhos         |
| 2016 | João Guilherme | Cúmplices de um Resgate |
| 2017 | Fiuk           | A Força do Querer       |
| 2018 | Caio Castro    | Novo Mundo              |
| 2019 | Caio Castro    | A Dona do Pedaço        |
| 2020 | Pendente       | -                       |